# 小卡爾·瑞普肯
小卡尔文·埃德温·“卡尔”·瑞普肯（英語：Calvin Edwin "Cal" Ripken, Jr.，1960年8月24日—），暱稱「铁人」（The Iron Man），美國職棒大聯盟球員，職棒生涯效力巴爾的摩金鶯隊。2007年被選為棒球名人堂的成員，以98.53%高得票率入選。另外，他在1982年5月30日至1998年9月19日締造的連續2,632場出賽至今是大聯盟記錄，因此他被稱為「鐵人」。父親大卡爾·瑞普肯曾執教金鶯隊。目前已婚，有一子一女。金鶯已將他穿著的8號球衣退休。

## 外部連結
- 球員資訊和成績在MLB ，ESPN ，Retrosheet ，Baseball Reference ，Baseball Reference (Minors) ，Fangraphs ，The Baseball Cube （英文）
- Cal Ripken Jr. （页面存档备份，存于） at SABR (Baseball BioProject)
- Ripken Baseball （页面存档备份，存于）
- Cal Ripken, Jr. Biography and Interview （页面存档备份，存于） at Academy of Achievement